# Monte Alto (Texas)
Monte Alto es un lugar designado por el censo ubicado en el condado de Hidalgo en el estado estadounidense de Texas. En el Censo de 2010 tenía una población de 1.924 habitantes y una densidad poblacional de 330,31 personas por km².

## Geografía
Monte Alto se encuentra ubicado en las coordenadas 26°22′28″N 97°58′22″O / 26.37444, -97.97278. Según la Oficina del Censo de los Estados Unidos, Monte Alto tiene una superficie total de 5.82 km², de la cual 5.82 km² corresponden a tierra firme y (0%) 0 km² es agua.

## Demografía
Según el censo de 2010, había 1.924 personas residiendo en Monte Alto. La densidad de población era de 330,31 hab./km². De los 1.924 habitantes, Monte Alto estaba compuesto por el 89.09% blancos, el 0.05% eran afroamericanos, el 0.94% eran amerindios, el 0% eran asiáticos, el 0% eran isleños del Pacífico, el 8.78% eran de otras razas y el 1.14% pertenecían a dos o más razas. Del total de la población el 94.7% eran hispanos o latinos de cualquier raza.